# Meja (rivière)
Pour la chanteuse suédoise, voir Meja.
La Meja (en russe : Межа) est une rivière de Russie et un affluent de la Dvina occidentale.

## Géographie
Elle arrose l'oblast de Tver. Elle est longue de 259 km et draine un bassin de 9 080 km2. Elle prend sa source dans les collines de Valdaï, comme la Volga et la Daugava.
La ville de Nelidovo est arrosée par la Meja.